# Komise Dvanácti
Mimořádná komise Dvanácti Commission extraordinaire des Douze), známá i jen jako Komise Dvanácti byl dočasný orgán Národního konventu v době Velké francouzské revoluce. Výbor byl zřízen vládnoucími girondisty, aby čelil stále ostřejším sporům s pařížskými sekcemi a Pařížskou komunou, kterým dominovala Hora. Komise existovala od 18. do 31 května 1793. S pádem girondistů dne 2. června 1793 byla opět rozpuštěna.

## Kontext
Od finanční aféry a s ní spojené rezignace Rolanda dne 23. ledna 1793 se girondisté dostávali pod stále větší tlak a snažili se co nejvíce zpomalit anarchistické a revoluční tlaky. Jedním z těchto pokusů bylo vytvoření komise Šesti v březnu, která ale fungovala jen tři týdny. Na jaře 1793 pak Francie čelila koalici evropských monarchií poté, co v únoru vyhlásily válku Británie a Spojené provincie a v březnu Španělsko, a rovněž vnitřním povstáním, zejména ve Vendée. Výsledky prvních válečných činů byly katastrofální. Dne 1. dubna generál Dumouriez, který měl důvěru girondistů, zradil Francii a přešel k Rakušanům. Zpráva se objevila krátce poté v hlavním městě a 15. dubna vznikla petice podepsaná 35 ze 48 městských částí Paříže, pařížskou městskou radou a klubem jakobínů, která vyzývala k odchodu 22 poslanců girondy.
Girondisté chtěli omezit iniciátory této petice a v širším měřítku omezit moc Komuny a sekcí, které pro ně představovaly opozici a hrozbu.

## Kompetence
Na Barèrovu žádost měla komise prozkoumat všechny dekrety, které městská rada a pařížské obvody vydaly v posledním měsíci, aby zjistila všechny plány proti svobodám ve Francii. Měla vyslechnout ministry vnitra a zahraničních věcí, informovat výbory pro všeobecnou bezpečnost a veřejnou bezpečnost o skutečnostech týkajících se spiknutí, která ohrožovala Národní konvent, a přijmout veškerá nezbytná opatření k zajištění důkazů o spiknutí a vznést obvinění proti dotčeným osobám.

## Složení
- Jean-Baptiste Boyer-Fonfrède
- Jean Paul Rabaut Saint-Étienne
- Augustin Bernard François Le Goazre de Kervélégan
- Charles Saint Martin Valogne
- Louis-François-Sebastien Viger
- Jean-René Gomaire
- Bertrand z Hosdinière
- Jacques Boilleau
- Étienne Mollevaut
- Henry Larivière
- François Bergoeing
- Jean-François Martin Gardien

Všech dvanáct komisařů byli girondisté nebo měli blízko k gironde.